# Laputa (zespół muzyczny)
Laputa (jap. ラピュータ) – japoński zespół rockowy z nurtu visual kei założony na początku lat dziewięćdziesiątych. Powiada się, że wraz z Kuroyume stworzyli zalążek wizualnej sceny Nagoya-kei w Nagoi.

## Historia
Zespół Laputa została założony w Nagoi w lipcu 1993 roku. Grupa zagrała swój pierwszy koncert 29 sierpnia, występując na imprezie Nagoya Music Farm, a 4 września wydała swoją pierwszą kasetę demo, „Sadist no yume” (Saddistの夢) w limitowanej edycji 80 egzemplarzy. Do tej pory Laputa wydał siedem albumów studyjnych, w tym „Emadara” w 1997 roku, który został uznany za najlepszy album lat 1989-1998 przez magazyn muzyczny Band Yarouze w 2004 roku. 5 września 2004 roku, po występie w Shibuya Public Hall, 11-letnia kariera grupy dobiegła końca.
Kilka miesięcy po śmierci wokalisty grupy akiego w 2023 roku ogłoszono koncert Laputy „All Burst”, z którego część dochodu została przekazana jego rodzinie. Koncert odbył się 28 września 2024 roku w Nagoi i był pierwszym po rozpadzie zespołu.

## Członkowie
- aki (アキ) – wokal
- Kouichi (コウイチ) – gitara
- Junji (ジュンジ) – gitara basowa
- Tomoi (トモイ) – perkusja

### Byli
- Hiro (ヒロ) – gitara
- Hideno (ヒデノ) – gitara
- Kusuba – gitara basowa

## Dyskografia

### Albumy
| Tytuł                                   | Informacje                                         |
| --------------------------------------- | -------------------------------------------------- |
| 眩～めまい～暈 (Memai)                  | - Wydany: 24 lutego 1995 - Wytwórnia: Niezależna   |
| 蜉～かげろう～蝣 (Kagerō)               | - Wydany: 23 grudnia 1996 - Wytwórnia: Toshiba EMI |
| 絵～エマダラ～斑 (Emadara)              | - Wydany: 25 czerwca 1997 - Wytwórnia: Toshiba EMI |
| 麝～ジャコウ～香 (Jakō)                 | - Wydany: 18 marca 1998 - Wytwórnia: Toshiba EMI   |
| 翔～カケラ～裸 (Cakera)                 | - Wydany: 9 czerwca 1999 - Wytwórnia: Toshiba EMI  |
| 楽～ヘブン～園 (Heaven)                 | - Wydany: 16 marca 2001 - Wytwórnia: Nippon Crown  |
| 誘～New Temptation～惑 (New Temptation) | - Wydany: 24 lipca 2002 - Wytwórnia: Nippon Crown  |